# Mikel Herzog
Mikel Herzog (ur. 16 kwietnia 1960 w Bergarze) – hiszpański piosenkarz i autor piosenek, reprezentant Hiszpanii w 43. Konkursie Piosenki Eurowizji w 1998 roku.

## Kariera
Mikel Herzog zaczynał swoją karierę muzyczną w latach 80. XX wieku. W tym czasie był członkiem kilku zespołów muzycznych, w tym m.in. swojej własnej grupy o nazwie Ébano. Artysta był także perkusistą zespołu Cadillac, a także muzykiem z formacji La Década Prodigiosa. W 1992 roku wydał swoją debiutancką płytę studyjną zatytułowaną Bienvenidos al paraíso, na której znalazło się 10 utworów, w tym m.in. single „Canibal” i „Ciento por ciento”. W 1994 roku premierę miał jego drugi album studyjny zatytułowany Un regalo de amor. Rok później ukazał się singel „Hasta el final del mundo”, który nagrał w duecie z Móniką Naranjo. W 1996 roku ukazała się jego trzecia płyta studyjna zatytułowana La magia del amor. 
W 1998 roku Mikel Herzog został wybrany wewnętrznie przez hiszpańską telewizję TVE na reprezentanta Hiszpanii w 43. Konkursie Piosenki Eurowizji organizowanym w Birmingham. Jego konkursową propozycją został utwór „¿Qué voy a hacer sin ti?”, który znalazł się na czwartej płycie studyjnej piosenkarza o tym samym tytule. 9 maja reprezentant wystąpił w finale Konkursu Piosenki Eurowizji i zajął ostatecznie 16. miejsce po zdobyciu łącznie 21 punktów. W 1999 roku premierę miał jego piąty album studyjny zatytułowany En tu mano está.
W 2001 roku Mikel Herzog wystąpił jako mentor w programie Operación Triunfo, będącym zarazem krajowymi eliminacjami eurowizyjnymi. Piosenkarz zajmował się szkoleniem uczestników, którzy odpadli już z głównej rywalizacji, jednak nadal mieli możliwość występu w Konkursie Piosenki Eurowizji w charakterze chórzysty. W 2006 roku premierę miał jego szósty album studyjny zatytułowany Cómo pasa el tiempo. W 2007 roku piosenkarz został jednym z jurorów podczas krajowych eliminacji eurowizyjnych Misión Eurovisión 2007.
Mikel Herzog ma na swoim koncie współpracę z kilkoma innymi artystami, dla których pisał i aranżował piosenki. Wśród tych wykonawców znajdują się m.in. zespół Zapato Veloz oraz meksykańska grupa muzyczna Magneto.

## Dyskografia

### Albumy studyjne
- Bienvenidos al paraíso (1992)
- Un regalo de amor (1994)
- La magia del amor (1996)
- ¿Qué voy a hacer sin ti? (1998)
- En tu mano está (1999)
- Cómo pasa el tiempo (2006)